# Michael Kraus (Handballspieler)
Michael Simon „Mimi“ Kraus (* 28. September 1983 in Göppingen) ist ein ehemaliger deutscher Handballspieler. Seine Bundesliga-Karriere begann er bei Frisch Auf Göppingen. Er spielte zuletzt bei der SG BBM Bietigheim in der 2. Handball-Bundesliga. Seine Position in der Nationalmannschaft und im Verein war Rückraum Mitte.

## Karriere

### Verein
Michael Kraus spielte in der Jugend bei der TSG Eislingen, der TS Göppingen, mit der er 2000 Württembergischer Meister mit der B-Jugend wurde, und dem TSV Deizisau. Ab 2002 lief er für den Bundesligisten Frisch Auf Göppingen auf, mit dem er 2006 das Finale des EHF-Pokals erreichte, das Göppingen gegen den TBV Lemgo verlor. Frisch Auf-Trainer Velimir Petkovic formte Kraus zu einem der torgefährlichsten Spielmacher der Liga. Nach dem Gewinn der WM konnte Frisch Auf den gebürtigen Göppinger nicht mehr im Verein halten. Im Sommer 2007 wechselte er zum TBV Lemgo, den er nach drei Jahren verließ und sich dem HSV Hamburg anschloss. Für diesen Wechsel war eine Zahlung von 300.000 Euro fällig; nach Informationen der Website handball-world.com zahlte Kraus selbst einen großen Teil dieser Summe aus seinem privaten Vermögen. Mit den Hamburgern gewann Kraus 2010 den DHB-Supercup, 2011 die Deutsche Meisterschaft und 2013 die EHF Champions League, wo er mit sechs Toren zum 30:29-Finalsieg n. V. über den FC Barcelona beitrug. 2013 ging er zurück zu Frisch Auf Göppingen.
Am 23. Juli 2014 wurde Kraus von der Anti-Doping-Kommission des Deutschen Handballbundes (DHB) vorläufig suspendiert. Ihm wurde vorgeworfen, drei Meldepflicht- und Kontrollversäumnisse innerhalb von 18 Monaten begangen zu haben. Am 28. August 2014 wurde er von dem Vorwurf freigesprochen, weil ihm „beim Kontrollversäumnis am 20. November 2013 […] kein Verschulden nachzuweisen“ war. Die NADA legte dagegen Rechtsmittel ein und brachte den Fall vor das DHB-Ad-hoc-Schiedsgericht. Dort einigten sich die Parteien auf einen Schiedsspruch, nach dem Kraus rückwirkend zum 27. Mai 2014 für drei Monate gesperrt wurde.
Mit Frisch Auf Göppingen gewann Kraus im Mai 2016 den EHF-Pokal im Finale im französischen Nantes gegen die Gastgeber des HBC Nantes. Im Sommer 2016 schloss er sich dem TVB 1898 Stuttgart an. Am 18. Oktober 2018 warf er beim 37:34-Sieg im Heimspiel gegen die TSV Hannover-Burgdorf 18 Tore (3 Siebenmeter); der Bundesligarekord liegt bei 21 Treffern. Im Februar 2019 verließ Kraus den TVB und wechselte zur SG BBM Bietigheim. Sein Vertrag wurde dort im September 2020 aufgelöst.

### Nationalmannschaft
Kraus’ Länderspiel-Debüt im DHB-Trikot war am 25. März 2005 gegen Russland in Paris. 2007 wurde er mit der deutschen Nationalmannschaft Weltmeister. Dabei wurde er ins All-Star-Team des Turniers berufen. Für den Titelgewinn wurde er mit dem Silbernen Lorbeerblatt ausgezeichnet. Am 28. Januar 2008 wurde er vom damaligen Bundestrainer Heiner Brand für die nächsten Länderspiele aus dem Kader der deutschen Nationalmannschaft gestrichen. Brand tat dies mit dem Hinweis auf die seiner Meinung nach schwachen Leistungen bei der Europameisterschaft 2008. Mit einigen guten Leistungen in der Bundesliga könne er sich jedoch ins Team zurückspielen. Am 20. Februar 2008 wurde er wieder in den Kader der Nationalmannschaft zurückberufen. Er war 2008 auch Teil des DHB-Olympiakaders bei den Olympischen Spielen in Peking. Nachdem er drei Jahre nicht mehr in der Nationalmannschaft gespielt hatte, gab Kraus am 4. April 2014 gegen Ungarn ein Comeback.

## Erfolge
Verein
- Champions-League-Sieger 2013 mit HSV Hamburg
- Deutscher Meister 2011 mit HSV Hamburg
- DHB-Supercup 2010 mit HSV Hamburg
- EHF-Pokal-Sieger 2010 mit Lemgo und 2016 mit Frisch Auf Göppingen
- EHF-Pokal-Finale 2006 mit Frisch Auf Göppingen

Nationalmannschaft
- 1. Platz beim Supercup 2009
- 5. Platz bei der WM 2009 in Kroatien
- 4. Platz bei der Europameisterschaft 2008 in Norwegen
- 3. Platz beim QS-Supercup 2007
- Weltmeister 2007 in Deutschland
- Mitglied des Allstar-Teams der WM 2007
- Player of the Match des Hauptrundenspiels gegen Frankreich bei der Handball-WM 2007
- 5. Platz bei EM 2006
- Teilnahme an der Junioren-WM 2003

## Bundesligabilanz
| Saison    | Verein               | Spielklasse   | Spiele | Tore | 7-Meter | Feldtore |
| --------- | -------------------- | ------------- | ------ | ---- | ------- | -------- |
| 2002/03   | Frisch Auf Göppingen | Bundesliga    | 26     | 22   | 0       | 22       |
| 2003/04   | Frisch Auf Göppingen | Bundesliga    | 32     | 36   | 1       | 35       |
| 2004/05   | Frisch Auf Göppingen | Bundesliga    | 33     | 129  | 0       | 129      |
| 2005/06   | Frisch Auf Göppingen | Bundesliga    | 34     | 126  | 2       | 124      |
| 2006/07   | Frisch Auf Göppingen | Bundesliga    | 34     | 125  | 0       | 125      |
| 2007/08   | TBV Lemgo            | Bundesliga    | 31     | 191  | 66      | 125      |
| 2008/09   | TBV Lemgo            | Bundesliga    | 24     | 129  | 32      | 97       |
| 2009/10   | TBV Lemgo            | Bundesliga    | 30     | 167  | 50      | 117      |
| 2010/11   | HSV Hamburg          | Bundesliga    | 29     | 94   | 17      | 77       |
| 2011/12   | HSV Hamburg          | Bundesliga    | 19     | 34   | 11      | 23       |
| 2012/13   | HSV Hamburg          | Bundesliga    | 29     | 74   | 0       | 74       |
| 2013/14   | Frisch Auf Göppingen | Bundesliga    | 33     | 123  | 0       | 123      |
| 2014/15   | Frisch Auf Göppingen | Bundesliga    | 27     | 91   | 0       | 91       |
| 2015/16   | Frisch Auf Göppingen | Bundesliga    | 28     | 88   | 6       | 82       |
| 2016/17   | TVB 1898 Stuttgart   | Bundesliga    | 28     | 131  | 4       | 127      |
| 2017/18   | TVB 1898 Stuttgart   | Bundesliga    | 23     | 123  | 37      | 86       |
| 2018/19   | SG BBM Bietigheim    | Bundesliga    | 12     | 52   | 4       | 48       |
| 2019/20   | SG BBM Bietigheim    | 2. Bundesliga | 21     | 69   | 2       | 67       |
| 2002–2019 | gesamt               | Bundesliga    | 484    | 1813 | 254     | 1559     |
| 2019–2020 | gesamt               | 2. Bundesliga | 21     | 69   | 2       | 67       |

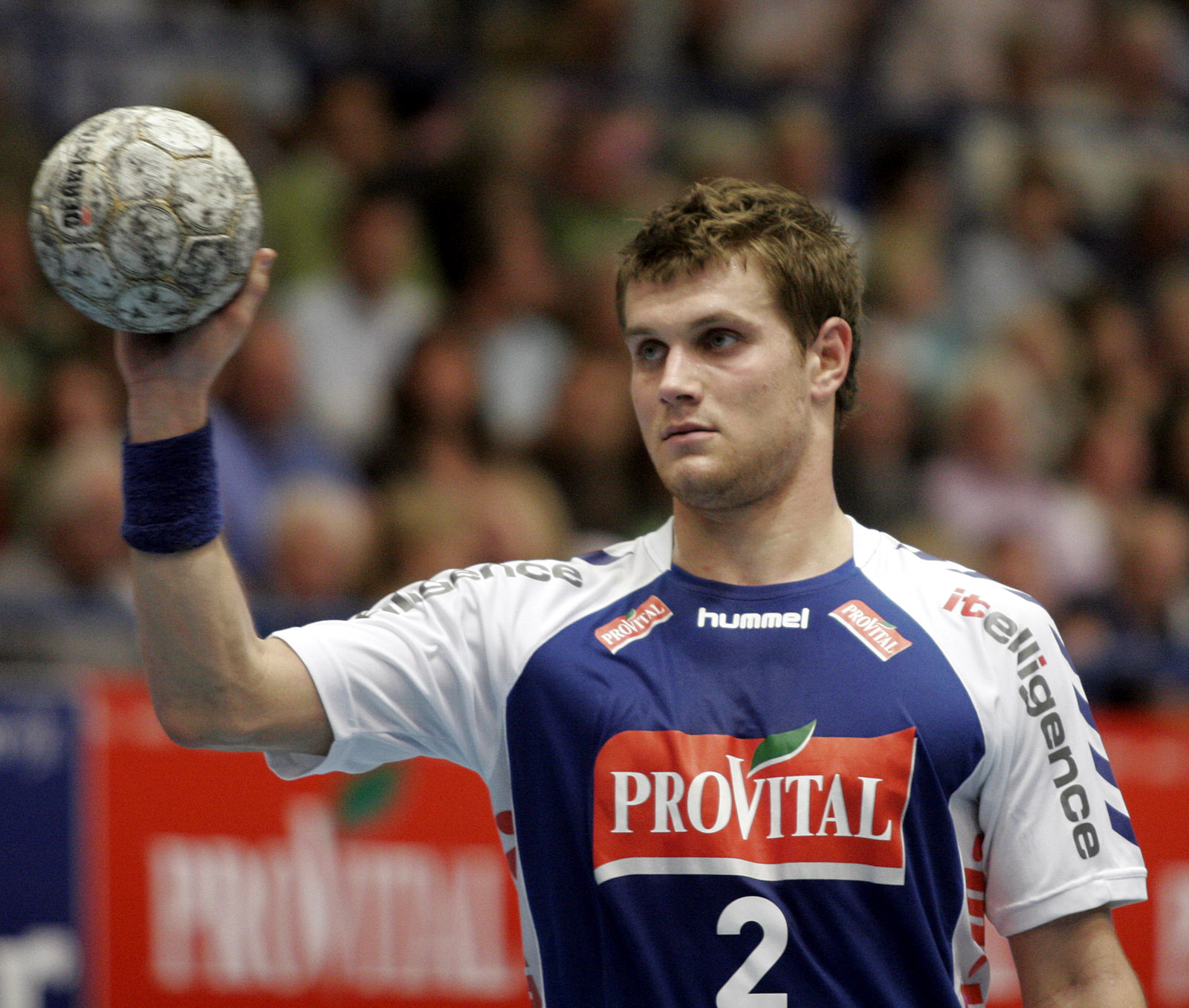
Michael Kraus

Quelle: Spielerprofil bei der Handball-Bundesliga

## Privatleben
Kraus hat drei ältere Brüder und eine Zwillingsschwester.
2000 wurde der 16-Jährige von den Lesern der Jugendzeitschrift Bravo zum „Boy des Jahres“ gewählt (mit der späteren Moderatorin Mirjam Weichselbraun als Partnerin) und erhielt dafür 20.000 Mark Siegprämie. Seine Zwillingsschwester Alena kam bei der Wahl zum „Girl des Jahres“ in die Top 10.
Sein Bruder Christian Kraus ist ein ehemaliger Säbelfechter. Seine Schwägerin Tina Kraus ist TV-Moderatorin.
Michael Kraus war ab September 2014 mit der Youtuberin Isabel „Bella“ Kraus verheiratet. Sie haben zusammen zwei Töchter (* 2014, 2021) und zwei Söhne (* 2017, 2019). Im Juli 2020 eröffneten sie in Göppingen ein Fitnessstudio. Im Dezember 2023 gaben sie die „lange“ zurückliegende Trennung bekannt, die Scheidung erfolgte im Mai 2025.

## Fernsehauftritte
Kraus war 2023 Kandidat der 16. Staffel von Let’s Dance und belegte den 8. Platz. Zudem war er bei den RTL Wasserspielen zu sehen. Im März 2024 war er in zwei Folgen der ersten Staffel von Schlag den Besten zu sehen, die er auch gewann. Im Finale am 16. März gewann er den Hauptpreis. Im April 2025 nahm er im Promi-Spezial von Du gewinnst hier nicht die Million bei Stefan Raab als Kandidat teil.